# Mary Peters (Stuntfrau)
Mary Peters, verheiratete Peters-Scannell (* vor 1960 in Kalifornien), ist eine US-amerikanische ehemalige Stuntfrau und Schauspielerin.

## Leben
Peters ist die jüngste Tochter eines kalifornischen Polizisten. Schon in jungen Jahren war sie athletisch und stark, schlug Jungs bei Autorennen und qualifizierte sich für die Junior Olympics im Hochsprung. In den frühen 1970er Jahren modelte sie. Dann übernahm sie in der Fernsehserie M*A*S*H fünf Jahre lang meist die Rolle der regelmäßig im Hintergrund auftretenden rothaarigen Krankenschwester, wodurch ihre Karriere im Filmgeschäft startete. In den folgenden drei Jahrzehnten trat sie als Stuntwoman und Schauspielerin in zahlreichen Film- und Fernsehproduktionen in Erscheinung. Im Stuntbereich umfassten ihre Tätigkeiten hohes Fallen, Treppen-Fallen, Schwimmen, Gerätetauchen, Fallen durch Fenster, Feuer- und Explosionsstunts, Kämpfe sowie Präzisions- und Hochgeschwindigkeitsfahren, wobei Stunts mit Autos ihre Spezialität waren. Unter anderem doubelte sie Lynn Redgrave in vielen Filmen, Vanessa Redgrave in Was geschah wirklich mit Baby Jane? (1991) und Sigourney Weaver in Copykill (1995), Alien – Die Wiedergeburt (1997) und den Ghostbusters-Filmen. Zu den weiteren Filmen, in denen sie sich als Stuntwoman betätigte, gehören Lethal Weapon – Zwei stahlharte Profis (1987) und Thelma & Louise (1991), in denen sie in zwei Autostunts zu sehen ist. Ebenfalls nutzte sie ihr Talent, um gemeinnützige Arbeit zu leisten, so lehrte sie etwa Rollstuhlfahrern in einem Altenheim, wie man fällt, ohne sich zu verletzen. Als Schauspielerin spielte sie neben kleinen Rollen in anderen Produktionen in den drei Filmen Evel Knievel (1971), Weiße Sklavin der grünen Hölle (1979) und Topper (1979).
Peters hat einen Sohn. Im Jahr 2000 verließ sie Kalifornien und folgte ihrem Mann Stewart Scannell zu seinem neuen Arbeitsplatz in Oklahoma City.

## Filmografie (Auswahl)

### Als Stuntfrau
- 1976: Carrie – Des Satans jüngste Tochter (Carrie)
- 1978: Um Kopf und Kragen (Hooper)
- 1978: Der Mann aus San Fernando (Every Which Way But Loose)
- 1979: Die Frau in Rot (The Lady in Red)
- 1979: 1941 – Wo bitte geht’s nach Hollywood (1941)
- 1979: Der elektrische Reiter (The Electric Horseman)
- 1980: Die unglaubliche Reise in einem verrückten Flugzeug (Airplane!)
- 1981: Charlie Chan und der Fluch der Drachenkönigin (Charlie Chan and the Curse of the Dragon Queen)
- 1981: Affen, Gangster und Millionen (Going Ape!)
- 1981: Die Hand (The Hand)
- 1981: Ich glaub’ mich knutscht ein Elch! (Stripes)
- 1981: Geheimauftrag Hollywood (Under the Rainbow)
- 1981: Crazy Street Life (Chu Chu and the Philly Flash)
- 1981: The Nashville Grab (Fernsehfilm)
- 1981: Herzquietschen (Heartbeeps)
- 1982: Talon im Kampf gegen das Imperium (The Sword and the Sorcerer)
- 1982: Star Trek II: Der Zorn des Khan (Star Trek II: The Wrath of Khan)
- 1984: Ghostbusters – Die Geisterjäger (Ghostbusters, Stuntdouble von Sigourney Weaver)
- 1987: Morgan Stewart’s Coming Home
- 1987: Lethal Weapon – Zwei stahlharte Profis (Lethal Weapon)
- 1988: Beetlejuice
- 1988: FBI Academy (Feds)
- 1988: Die nackte Kanone (The Naked Gun: From the Files of Police Squad!)
- 1989: Ghostbusters II (Stuntdouble von Sigourney Weaver)
- 1989: Midnight
- 1989: Bride of Re-Animator
- 1990: Ford Fairlane – Rock ’n’ Roll Detective (The Adventures of Ford Fairlane)
- 1991: Was geschah wirklich mit Baby Jane? (What Ever Happened to Baby Jane?, Fernsehfilm, Stuntdouble von Vanessa Redgrave)
- 1991: Thelma & Louise
- 1991: Beastmaster II – Der Zeitspringer (Beastmaster 2: Through the Portal of Time)
- 1991: Die nackte Kanone 2½ (The Naked Gun 2½: The Smell of Fear)
- 1991: Dolly Dearest – Die Brut des Satans (Dolly Dearest)
- 1991: Addams Family (The Addams Family)
- 1992: Die Serienmörderin (Prey of the Chameleon)
- 1992: Spiele mit dem Feuer (Mirror Images)
- 1992: Jenseits der weißen Linie (Deep Cover)
- 1992: Martial Law III – Tödliches Komplott (Mission of Justice)
- 1992: Sweet Justice
- 1993: Sünden der Begierde (Sins of Desire)
- 1993: Die Bombe tickt (Boiling Point)
- 1993: Tödliche Absichten (Mother’s Boys)
- 1994: Die nackte Kanone 33⅓ (Naked Gun 33⅓: The Final Insult)
- 1995: Codename: Silencer
- 1995: Das Terrorprojekt (Suspect Device, Fernsehfilm)
- 1995: Copykill (Copycat, Stuntdouble von Sigourney Weaver)
- 1996: Independence Day
- 1997: Der Dummschwätzer (Liar Liar)
- 1997: In & Out
- 1997: L.A. Heat (Fernsehserie, eine Folge)
- 1997: Alien – Die Wiedergeburt (Alien: Resurrection, Stuntdouble von Sigourney Weaver)
- 1997: Macarena (Looking for Lola)
- 1998: Addams Family – Und die lieben Verwandten (Addams Family Reunion, Fernsehfilm)
- 1998: Rude Awakening – Nur für Erwachsene! (Rude Awakening, Fernsehserie, eine Folge)
- 1998: Hot Dog
- 2002: Hansel & Gretel

### Als Schauspielerin
- 1971: Evel Knievel
- 1974–1977: M*A*S*H (Fernsehserie)
- 1975: At Long Last Love
- 1978: American Hot Wax
- 1979: Weiße Sklavin der grünen Hölle (Gold of the Amazon Women, Fernsehfilm)
- 1979: Topper (Fernsehfilm)
- 1983: Immer auf die Kleinen (Smorgasbord)
- 1985: Kommando Nr.5 (Command 5, Fernsehfilm)
- 1987: Baby Boom – Eine schöne Bescherung (Baby Boom)
- 1990: Midnight Ride
- 1992: Raumschiff Enterprise – Das nächste Jahrhundert (Star Trek: The Next Generation, Fernsehserie, eine Folge)
- 1996: Baywatch Nights (Fernsehserie, eine Folge)